# Prix Génie de la meilleure réalisation
Le prix Génie de la meilleure réalisation (Best Achievement in Direction) était une récompense du prix Génie attribuée par l'Académie canadienne du cinéma et de la télévision entre 1980 et 2013. Ce prix a été remplacé par le prix de la meilleure réalisation du prix Écrans canadiens en 2013.

## Palmarès
| Année     | Vainqueur                                                 | Nommés |
| --------- | --------------------------------------------------------- | --- |
| 1980      | Bob Clark, Meurtre par décret (Murder by Decree)          | - Peter Carter, Klondike Fever - Anne-Claire Poirier, Mourir à tue-tête - Donald Shebib, Fish Hawk - Eric Till, Wild Horse Hank                                                                        |
| 1981      | Francis Mankiewicz, Les Bons Débarras (Good Riddance)     | - Bob Clark, Un fils pour l'été - Zale Dalen, The Hounds of Notre Dame - Jean-Claude Labrecque, L'Affaire Coffin - Micheline Lanctôt, L'Homme à tout faire                                             |
| 1982      | Gilles Carle, Les Plouffe                                 | - David Cronenberg, Scanners - Allan King, Silence of the North - Donald Shebib, Heartaches - Ralph L. Thomas, Ticket to Heaven                                                                        |
| 1983      | Phillip Borsos, The Grey Fox                              | - Rex Bromfield, Melanie - Jean-Pierre Lefebvre, Les Fleurs sauvages - Robert Ménard, Une journée en taxi - Eric Till, If You Could See What I Hear                                                    |
| 1984      | Bob Clark, Christmas Story David Cronenberg, Vidéodrome   | - Bruno Carrière, Lucien Brouillard - Jack Darcus, Deserters - André Forcier, Au clair de la lune - Brigitte Sauriol, Rien qu'un jeu                                                                   |
| 1985      | Micheline Lanctôt, Sonatine                               | - Atom Egoyan, Proches Parents - Jean-Pierre Lefebvre, Le Jour S... - Don Owen, Unfinished Business - Léa Pool, La Femme de l'hôtel                                                                    |
| 1986      | Sandy Wilson, Mon cousin américain                        | - Jean Beaudin, Le Matou - Claude Jutra, La Dame en couleurs - Ted Kotcheff, Joshua Then and Now - Giles Walker, 90 Days                                                                               |
| 1987      | Denys Arcand, Le Déclin de l'empire américain             | - Leon Marr, Dancing in the Dark - Yves Simoneau, Pouvoir intime - John N. Smith, Sitting in Limbo - Anne Wheeler, Loyalties                                                                           |
| 1988      | Jean-Claude Lauzon, Un zoo la nuit                        | - Atom Egoyan, Family Viewing - Marquise Lepage, Marie s'en va-t-en ville - Patricia Rozema, Le Chant des sirènes - John N. Smith, Rêves en cage                                                       |
| 1989      | David Cronenberg, Faux-semblants (Dead Ringers)           | - Roger Cardinal, Malarek - Louise Clark, Jackie Burroughs, John Walker, Aerlyn Weissman et John Frizzell, A Winter Tan - Francis Mankiewicz, Les Portes tournantes - Anne Wheeler, Cowboys Don't Cry  |
| 1990      | Denys Arcand, Jésus de Montréal                           | - François Bouvier et Jean Beaudry, Les Matins infidèles - Atom Egoyan, Speaking Parts - John N. Smith, Welcome to Canada - Anne Wheeler, Bye Bye Blues                                                |
| 1991      | Bruce Beresford, Robe noire                               | - Phillip Borsos, Bethune: The Making of a Hero - Atom Egoyan, The Adjuster - André Forcier, Une histoire inventée - Darrell Wasyk, H (en)                                                             |
| 1992      | David Cronenberg, Le Festin nu (Naked Lunch)              | - Jean Beaudin, Being at Home with Claude - Eli Cohen, The Quarrel - Jean-Claude Lauzon, Léolo - Robert Morin, Requiem pour un beau sans-cœur                                                          |
| 1993      | François Girard, Thirty Two Short Films About Glenn Gould | - Paule Baillargeon, Le Sexe des étoiles - Atom Egoyan, Calendar - George Mihalka, La Florida - Sandy Wilson, Harmony Cats                                                                             |
| 1994      | Atom Egoyan, Exotica                                      | - André Forcier, Le Vent du Wyoming - Micheline Lanctôt, Deux actrices - Richard J. Lewis, Whale Music - Léa Pool, Mouvements du désir - Mina Shum, Double Happiness                                   |
| Jan. 1996 | Robert Lepage, Le Confessionnal                           | - Charles Binamé, Eldorado - Mort Ransen, Margaret's Museum - Jean-Marc Vallée, Liste noire - Clement Virgo, Rude                                                                                      |
| Nov. 1996 | David Cronenberg, Crash                                   | - John Fawcett, The Boys Club - John Greyson, Les Feluettes - Robert Lepage, Le Polygraphe - Bruce McDonald, Hard Core Logo                                                                            |
| 1997      | Atom Egoyan, De beaux lendemains                          | - Thom Fitzgerald, The Hanging Garden - André Forcier, La Comtesse de Bâton Rouge - Gabriel Pelletier, Karmina - Lynne Stopkewich, Kissed                                                              |
| 1999      | François Girard, Le Violon rouge                          | - Sturla Gunnarsson, Such a Long Journey - Don McKellar, Last Night - Gillies MacKinnon, Regeneration - Jonathan Tammuz, Rupert's Land                                                                 |
| 2000      | Jeremy Podeswa, Les Cinq Sens                             | - Louis Bélanger, Post Mortem - Atom Egoyan, Le Voyage de Félicia (Felicia's Journey) - Léa Pool, Emporte-moi (Set Me Free) - Istvan Szabo, Sunshine                                                   |
| 2001      | Denis Villeneuve, Maelström                               | - Gary Burns, waydowntown - Alain DesRochers, La Bouteille - Robert Favreau, Les Muses orphelines - Robert Lepage, Possible Worlds                                                                     |
| 2002      | Zacharias Kunuk, Atanarjuat                               | - Denis Chouinard, L'Ange de goudron - Renny Bartlett, Eisenstein - Bernard Émond, La Femme qui boit - William Phillips, Treed Murray                                                                  |
| 2003      | David Cronenberg, Spider                                  | - Jean Beaudin, Le Collectionneur - Sturla Gunnarsson, Rare Birds - Ricardo Trogi, Québec-Montréal - Anne Wheeler, Suddenly Naked                                                                      |
| 2004      | Denys Arcand, Les Invasions barbares                      | - Robert Lepage, La Face cachée de la Lune - Jean-François Pouliot, La Grande Séduction - Guy Maddin, The Saddest Music in the World - Charles Martin Smith, The Snow Walker                           |
| 2005      | Francis Leclerc, Mémoires affectives                      | - Denise Filiatrault, Ma vie en cinémascope - Pierre Houle, Monica la mitraille - Bronwen Hughes, Stander - David "Sudz" Sutherland, Love, Sex and Eating the Bones                                    |
| 2006      | Jean-Marc Vallée, C.R.A.Z.Y.                              | - Louise Archambault, Familia - Michael Dowse, Frankie Wilde - Deepa Mehta, Water - Luc Picard, L'Audition                                                                                             |
| 2007      | Charles Binamé, Maurice Richard                           | - Érik Canuel, Bon Cop, Bad Cop - Robert Favreau, Un dimanche à Kigali - Stéphane Lapointe, La Vie secrète des gens heureux - Jean-François Pouliot, Guide de la petite vengeance                      |
| 2008      | Sarah Polley, Loin d'elle (Away From Her)                 | - Denys Arcand, L'Âge des ténèbres - David Cronenberg, Les Promesses de l'ombre - Bruce McDonald, The Tracey Fragments - Roger Spottiswoode, J'ai serré la main du diable                              |
| 2009      | Benoît Pilon, Ce qu'il faut pour vivre                    | - Carl Bessai, Normal - Lyne Charlebois, Borderline - Yves Christian Fournier, Tout est parfait - Richie Mehta, Amal                                                                                   |
| 2010      | Denis Villeneuve, Polytechnique                           | - Marie-Hélène Cousineau et Madeline Ivalu, Le Jour avant le lendemain - Bruce McDonald, Pontypool - Charles Officer, Nurse.Fighter.Boy - Kari Skogland, La Guerre de l'ombre (Fifty Dead Men Walking) |
| 2011      | Denis Villeneuve, Incendies                               | - Xavier Dolan, Les Amours imaginaires - Richard J. Lewis, Le Monde de Barney - Vincenzo Natali, Splice - Podz, 10 ½                                                                                   |
| 2012      | Philippe Falardeau, Monsieur Lazhar                       | - David Cronenberg, A Dangerous Method - Larysa Kondracki, Seule contre tous - Steven Silver, The Bang Bang Club - Jean-Marc Vallée, Café de Flore                                                     |